# Reggae nigeriano
El reggae nigeriano apareció en la década de los años 1970 y se popularizó gracias a estrellas como Majek Fashek que con su versión del Redemption Song, de Bob Marley, logró un éxito sin precedentes.
Como muchas estrellas nigerianas de reggae posteriores, Fashek estuvo durante bastante tiempo en la banda The Matadors, que viajaron y grabaron sin cesar desde mediados de los años 80 hasta principios de los 90. 
Más tarde florecieron otros músicos de reggae como Jerri Jheto, Daddy Showkey, Ras Kimono y, en Londres, MC Afrikan Simba.